# Agrostophyllum longifolium
Agrostophyllum longifolium là một loài thực vật có hoa trong họ Lan. Loài này được (Blume) Rchb.f. mô tả khoa học đầu tiên năm 1857.